# Domingo Petit
Domingo Petit (testó en 1117) fue un caballero radicado en la ciudad de Segovia (España).

## Biografía
Parece que por su apellido debió ser oriundo de Francia, aunque en su testamento hace referencia a varios miembros de su familia: menciona a una hermana y sus hijos, y a su primo Juan, hijo de Leocadia, a quienes deja cierto legado.
Otorgó testamento en la ciudad el 1 de noviembre de 1117, y el documento es de gran importancia para la historia de Segovia, pues gracias a cierta manda que deja, se sabe que la primitiva catedral de Santa María se estaba edificando entonces, a la que lega la mayor parte de su fortuna, y que también existían las iglesias de San Miguel, donde manda crear una biblioteca, y la de San Martín, de la que era abad un don Domingo.